# Koorchsha

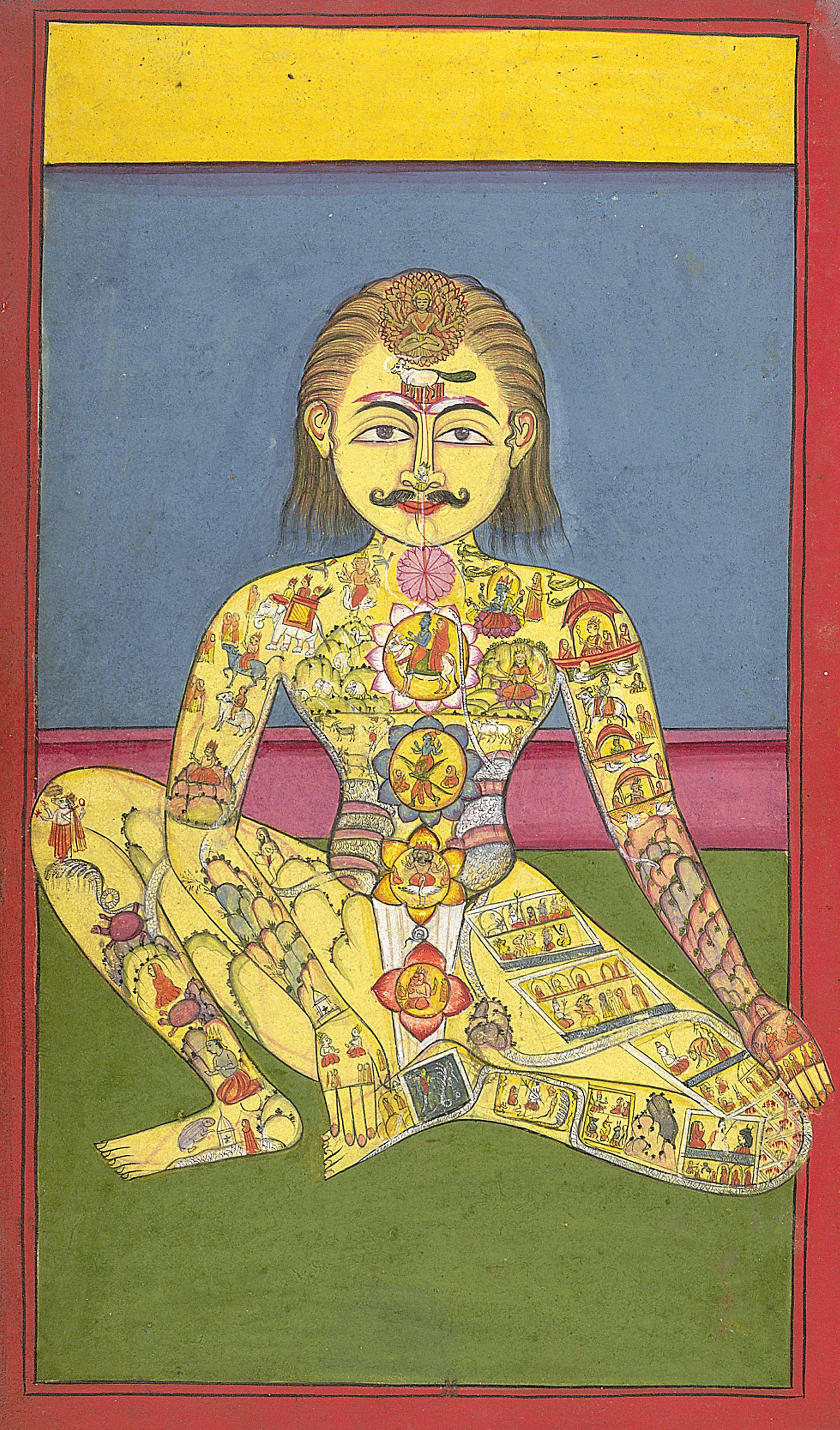
oude Tibetaanse kaart met de 7 Chakra's en de belangrijkste marmapunten

Koorchsha (Koorchsha-punt) is een marmapunt gelegen op de handen. Marmapunten worden in Oosterse filosofieën gebruikt bij massage, yoga, reflexologie en reiki. Men gelooft dat een marmapunt op een nadi ligt en zo een uitwerking kan hebben op een bepaald lichaamsdeel, proces of emotie
| Koorchsha |                                                                             |
| --------- | --------------------------------------------------------------------------- |
| Positie   | Koorchsha is gelegen op het handgewricht op dezelfde lijn als de wijsvinger |
| Functie   | dit punt staat in verbinding met de bloedcirculatie                         |

## Overige marmapunten
Naar schatting zijn er 62.000 marmapunten in het lichaam. De belangrijkste 52 zijn: